# Jailson Lima
Jailson Lima da Silva por vezes conhecido apenas como Jailson Lima (Siderópolis, 2 de julho de 1958) é um político brasileiro,  filiado ao Partido dos Trabalhadores (PT).
Natural de Siderópolis, na microrregião de Criciúma, reside em Rio do Sul.

## Carreira na medicina
É médico formado pela Universidade Federal de Santa Catarina (1978 a 1983), e atua nas especialidades de clínica médica, reumatologia e medicina do trabalho. É pós-graduado em saúde pública pela Faculdade Evangélica de Medicina do Paraná (1984) e em medicina do trabalho pela Universidade Federal do Paraná (1985).
É membro da Sociedade Brasileira de Clinica Médica, Sociedade Brasileira de Reumatologia e Associação Nacional de Medicina no Trabalho.

## Carreira na política
Foi prefeito eleito de Rio do Sul no período de 1 de janeiro de 2001 a 1 de janeiro de 2005. As principais obras em sua gestão foram a construção da Ponte Olíbio Antônio da Silva, que liga o bairro Canta Galo ao Jardim América; a pavimentação de diversas ruas em parceria com moradores; a construção dos condomínios Arco Íris e Bela Vista; a aquisição do imóvel onde funciona hoje o Centro de Eventos Hermann Purnhagen e a Praça de Esportes Nilson Gomes Moreira.
Em 2006 foi eleito deputado estadual da 16ª legislatura (2007 — 2011) com 24.788 votos, reelegendo-se para a 17ª legislatura (2011 — 2015).
Foi autor da denúncia dos supersalários no poder legislativo catarinense e da fraude de 29 anos nas aposentadorias por invalidez na Assembleia Legislativa de Santa Catarina. Este fato foi tema de uma grande reportagem dos jornalistas Kíria Meurer e Luiz Hames, veiculada no programa Fantástico da Rede Globo, em 2011. Após a denúncia em Santa Catarina, uma série de atos de moralidade desencadearam-se em diversos estados e também no Palácio do Planalto, sob as ordens da presidente Dilma Rousseff.